# Mitriostigma axillare
Mitriostigma axillare är en måreväxtart som beskrevs av Ferdinand von Hochstetter. Mitriostigma axillare ingår i släktet Mitriostigma och familjen måreväxter. Inga underarter finns listade i Catalogue of Life.